# Bankrobber
Bankrobber es una canción de la banda británica de punk The Clash. La canción no fue lanzada en ningún disco, pero está incluida en el álbum recopilatorio Black Market The Clash. Tras su lanzamiento en 1980 como single alcanzó el puesto 12 en la lista de singles del Reino Unido.
Ian Brown y Pete Graner asistieron a la sesión de grabación de estudio de este sencillo. Según Brown, habiendo escuchado un rumor de que The Clash estaban grabando en Mánchester, él y Garner estaban andando por el centro de la ciudad cuando escucharon a Topper Headon tocando la batería en los Pluto Studios de la ciudad, Headon posteriormente salió del estudio e invitó a la pareja a entrar. El relato completo de este incidente se encuentra en Stone Roses and the Resurrection of British Pop, de John Robb.
The Clash filmó un video de bajo presupuesto para la canción, que muestra a los miembros de la banda grabando la canción en el estudio, intercalados con los roadies de The Clash, Baker y Johnny Green, con pañuelos en la cara, realizando un atraco a un banco en Lewisham. Durante el rodaje, Baker y Green fueron detenidos e interrogados por la policía, que pensó que eran atracadores .

## Robber Dub
Robber Dub es la versión dub de Bankrobber Iba a incluirse en el sencillo de 12 "de" Bank Robber ", pero la discográfica decidió no lanzar el single de 12".La canción se puede encontrar en su álbum recopilatorio de 1980 Black Market Clash, combinado con "Bankrobber" como una pista de 6:16, y también en el álbum de compilación de 1994 Super Black Market Clash, como una pista independiente de 4:42.